# Argumentum ad consequentiam
L'argumentum ad consequentiam (il richiamarsi alle conseguenze), è una "fallacia" - cioè un errore nascosto nel ragionamento che comporta la violazione delle regole di un confronto argomentativo corretto - nella quale un'ipotesi è giudicata vera o falsa in base al fatto che la premessa porti a conseguenze desiderabili o indesiderabili.

## Tipologie
Le sue tipologie variano a seconda delle conseguenze che si prendono in considerazione.

### Eccesso di storia
«L'eccesso di storia è dannoso per la vita: [...] colui che non osa più fidarsi di sé e che invece, per il suo sentire, chiede involontariamente consiglio alla storia: «come devo qui sentire?» diventa a poco a poco, per paura, attore e assume un ruolo, per lo più anzi molti ruoli, recitando perciò ciascuno di essi male e superficialmente.».
Secondo Nietzsche affidarsi alla storia, agli esempi del passato come regola di comportamento, significa non capire la realtà del presente per agire e, invece, ripetere passivamente quanto già accaduto nella storia passata.
Del tutto opposta la conclusione della premessa implicita "conoscere la storia" in Cicerone:
«Historia vero testis temporum, lux veritatis, vita memoriae, magistra vitae, nuntia vetustatis», ovvero: «La storia in verità è testimone dei tempi, luce della verità, vita della memoria, maestra di vita, messaggera dell'antichità.» Solo la conoscenza storica consente di vivere consapevolmente il presente.

### Argomento del piano inclinato ("slippery slope")
Nello slippery slope, si sostiene che una certa azione porterà inevitabilmente a conseguenze negative estreme, anche se la probabilità reale di arrivare a quelle conseguenze è molto bassa. In pratica, si rifiuta una scelta moderata o ragionevole sulla base di scenari catastrofici ipotetici e statisticamente rari.
Questo rifiuto può derivare dalle emozioni (ad esempio dalla paura) e/o dall'intuizione cognitiva: ad esempio, si invoca una catena razionale di eventi che segue il nesso di causalità in senso assoluto, senza alcuna attenzione al calcolo probabilistico in ordine al verificarsi di quegli eventi stessi.

### Argumentum ad metum
Si tratta di un falso dilemma, in cui una soluzione viene offerta come unica alternativa a una situazione spaventosa: qui l'argumentum ad consequentiam è fuorviante perché la conseguenza-prova è un evento ingigantito dalla paura; si esagera un rischio minimo, o un caso statisticamente marginale, per far sembrare una decisione sbagliata. Come gli appelli alla paura mirano a ottenere cambiamenti negli atteggiamenti o nel comportamento, anche qui opera una forma di persuasione occulta, utilizzata nella pubblicità e nelle prospettazioni populiste.
Sono messaggi persuasivi che informano il destinatario che i valori per lui rilevanti (come la vita, la salute, la proprietà, ecc.) sono minacciati. I messaggi (verbali e/o non verbali) contenuti in un appello alla paura possono scatenare timori generalizzati nel destinatario e causare cambiamenti di atteggiamento o comportamento.